# Christian Chaix
Christian Chaix est un écrivain et scénariste français.
Il s'est découvert une passion pour l'Égypte après plusieurs reportages réalisés sur les fouilles du phare d'Alexandrie.

## Œuvres
- Mexico-chat, Mercure de France, janvier 1984,  (ISBN 2-7152-0207-5) (BNF 34756560) ;
- Nitocris, reine d'Égypte :
  - La fille aux cheveux d'or, Folio, Paris, mai 2004  (ISBN 2-07-030048-X)

Aux temps du règne du pharaon Pépi vers 2230 av. J.-C., dans l'Ancien Empire Égyptien, la cour réunit des prêtres, des savants et de grands dignitaires. La belle princesse Nitocris, aux cheveux d'or, et son frère le prince Mérenrê, très proches, sortent souvent ensemble incognito, ce qui attire la jalousie. Dans un monde de conspirations, Pharaon prépare sa succession et devra choisir lequel de ses fils lui succédera. Pendant que Nitocris et Mérenrê, le fils de la première femme de Pharaon, se préparent à régner, le peuple menace de se soulever, entraîné par des conspirateurs.
- La pyramide rouge, Paris : Folio, juin 2004  (ISBN 2-07-030049-8)

À l'époque de la VIe dynastie égyptienne, la reine Nitocris, dont le mari a été assassiné lors du soulèvement du peuple égyptien, a soif de vengeance. Elle doit fuir pour échapper à la mort et donne naissance à l'enfant royal qu'elle doit cacher. Revenue régner sur son pays en tant que pharaon, elle doit affronter les attaques des Nubiens et des tribus des pasteurs Nemyou-Sha qui essaient de s'emparer de son pays affaibli. Dans ce contexte, Nitocris doit affronter son destin en luttant aussi contre les conspirateurs à l'intérieur de son royaume et reconquérir l'amour de son peuple.
- Souviens-toi de la rivière, janvier 2009  (ISBN 2848761350)

Le personnage principal de ce roman, sans ressources, est sur le point de se faire expulser d'une chambre de bonne située dans le même immeuble qu'Anna, la femme dont il est amoureux. Le narrateur mène sa vie au rythme des réactions d'Anna. Dans un contexte difficile à vivre, avec notamment la présence de la mère du narrateur, atteinte de la maladie d'Alzheimer, le narrateur reçoit l'aide de ses amis qui l'encouragent à se détacher d'Anna.